# Глоджево
Гло̀джево е град в Северна България и се намира в община Ветово, област Русе. По данни на ГРАО към 15 юни 2023 г. в града живеят 3384 души по настоящ адрес и 4221 души по постоянен адрес.

## География
Глоджево отстои на 35 км северозападно от Разград, в североизточната част на Лудогорското плато.
Градът е разположен на площ от 2181 дка, на 43°44 градуса северна ширина и 26°23 градуса източна дължина, на равнинен терен с лек наклон юг, югоизток и надморска височина 230 м. Пътищата са 32 км, от които всички са шосирани и асфалтирани, сградният фонд е обновен и всеки ден се променя обликът на населеното място с някоя нова постройка европейски тип, някоя санирана къща или ограда с ковано желязо.
Глоджево е административно към община Ветово, област Русе. Отстои на 50 км от областния град Русе, на 35 км от гр. Разград, на 14 км от гр. Кубрат, на 14 км от гр. Ветово и на 9 км от жп гара Сеново. До всички градове е осигурен автобусен транспорт, а от Русе до Глоджево и обратно има осигурена автобусна линия, която сутрин, обед и вечер обслужва пътниците в това направление. Жп гара Сеново обслужва пътниците, пътуващи в направление Варна – Русе.
В края на 17-и в., на път от Русе за Силистра, е преминал през селата Глоджево и Горичево унгарецът Янош Комароши (Борис Илиев, Родно Лудогорие. с. 59).
Землището на Глоджево е хълмисто, прорязано с много суходоли и граничи със землищата на селата: Сеново, Кривня, Равно, Каменово, гр. Кубрат, Смирненски, гр. Ветово. Землището включва територия 69 982 дка, в това число ниви – 42 701 дка, гори – 17 870 дка, пасища 3900 дка.
Преобладават тъмносивите горски почви, по ниските места има алувиални почви, също така има и оподзелени черноземи. Почвите са дълбоки. В основата лежи льосов хоризонт, който на места достига 8 – 10 м. Землището е карстов район, вследствие на което изворна вода в цялото землище няма, освен групата кладенци в местността Карасулук, които се помнят отпреди няколко поколения, и кладенците в местността Кузалтиите. Водата на тези кладенци е била годна за пиене. Те са били извор на живот в Глоджево, но има и много кладенци с горчива вода.

## История
Глоджево е обявено за град през май 2003 година.

## Религии
В Глоджево съжителстват религиите ислям и православно християнство. Построени са 2 джамии и църква, всичките действат.
Черквата е посветена на света Параскева Иконийска и е построена в края на 20-те години на XX век. През 2023 година храмът е ремонтиран. Църковното последование за обновлението е извършено от Главиницки епископ Макарий, викарий на Русенския митрополит.

## Политика
Силно политическо присъствие на ДПС.

## Обществени институции
- СУ „Христо Ботев“ Архив на оригинала от 2013-05-01 в Wayback Machine.

## Забележителности
- Пещера Бездънна
- Хижа на пътя за Кубрат

## Личности
- Адем Байрактаров (р. 1948 г.) – певец, почетен гражданин на Глоджево от 2010 г.
- Божидар Манев (р. 1932 г.) – актьор
- Венко Станев (1915 – 1997 г.) – професор по керамика (1971 г.) в Художествената академия в София
- Гатьо Гатев (1931 – 1994 г.) – професор в катедра Технология на машиностроенето и металорежещи машини
- Дауд Халилов (1920 – 1980 г.) – общественик, народен представител (1956 – 1960 г.)
- Ибрахим Генджев (1910 – 1979 г.) – имам (ходжа), общественик, народен представител (1948 – 1952 г.)
- Иван Иванов (р. 1953 г.) – политик, народен представител в XXXVII и XXXVIII народно събрание
- Мехмед Чакър (р. 1930 г.) – борец
- Недим Генджев (р. 1945 г.) – главен мюфтия на Република България от 1988 г., професор по шериатско право от 1996 г.
- Радка Радева – писателка
- Ружди Ружди (р. 1991 г.) – лекоатлет, параолимпиец
- Сюлейман Паша (р. 1957 г.) – борец, треньор